# Братя Грим
Братя Грим (на немски: die Brüder Grimm/die Gebrüder Grimm) – Якоб (1785 – 1863) и Вилхелм (1786 – 1859) – са германски учени, които в продължение на живота си съвместно събират и публикуват фолклорни материали.
Те са сред най-известните разказвачи на народни приказки, популяризирайки широко известни днес заглавия, сред които „Пепеляшка“ (Aschenputtel), „Жабокът принц“ (Der Froschkönig), „Хензел и Гретел“ (Hänsel und Gretel), „Бременските градски музиканти“ (Die Bremer Stadtmusikanten), „Червената шапчица“ (Rotkäppchen), „Рапунцел“ (Rapunzel), „Румпелщилцхен“ (Rumpelstilzchen), „Спящата красавица“ (Dornröschen) и „Снежанка и седемте джуджета“ (Schneewittchen). Първият им сборник с народни приказки – „Приказки на Братя Грим“ (Kinder- und Hausmärchen) – е публикуван първоначално през 1812 година.
Братя Грим прекарват юношеските си години в град Ханау в ландграфството Хесен-Касел. Смъртта на баща им през 1796 година (когато Якоб е на 11, а Вилхелм на 10 години) довежда семейството до бедност и се отразява на целия живот на братята. И двамата следват в Марбургския университет, където се заражда интересът им към германския фолклор, превърнал се в тяхно призвание за цял живот. По-късно те стават видни представители на Хайделбергската школа на Романтизма.

## Биография
Якоб Лудвиг Карл Грим е роден на 4 януари 1785 г., а Вилхелм Карл Грим – на 24 февруари 1786 г. в Ханау до Франкфурт. Учат във Фридрихгимназиум в Касел. По-късно и двамата преподават в Марбургския университет. През 1804 г. се свързват с Ахим фон Арним и Клеменс Бретано и участват в събирането на материалите за „Вълшебният рог на детето“. През 1808 г. Якоб става библиотекар на Жером Бонапарт, новия крал на Вестфалия. През следващата година е назначен за одитор на неговия Държавен съвет.
Между 1811 г. – 1813 г. Ахим фон Армин и Якоб Грим водят оживена кореспонденция по въпроса за авторската и народната поезия. Арним отграничава отчетливо двата типа поезия и по такъв начин мотивира своята художествена намеса в анонимните текстове. Якоб Грим, напротив, се придържа максимално точно към написаните текстове. Той възприема фолклора като „самопроизведен“, докато авторската поезия според него е плод на „приготвяне“. Якоб смята, че фолклорът се отличава съществено от художествената литература. Една от най-важните публикация за Хайделбергската романтическа школа е „Детски и домашни приказки“ на братя Грим. През 1812 г. за първи път са публикувани 86 германски приказки в том първи. През 1814 г. излиза и втори том, състоящ се от още 70 приказки. Заедно те представляват първото издание на сборника, който включва 156 приказки. Братя Грим издават още два тома, които включват „Германските саги“ с 585 немски легенди. Тези томове излизат съответно през 1816 г. и 1818 г. Народните легенди са подредени в хронологичен ред в съответствие с историческите събития, с които са свързани или отразяват. Някои от преданията са подредени в раздели спрямо приказните герои, с които са свързани (това правило е приложено най-вече спрямо местните легенди). Изданията на немски саги не са толкова популярни, както сборната колекция от приказки.
Когато Жером Бонапарт е прогонен и заменен от курфюрста на Хесен, Якоб е назначен за секретар на легацията и придружава новия си суверен в Париж; по-късно е пратен на Виенския конгрес. Той създава и общност от учени, които си поставят за цел да записват из цяла Германия песни, легенди, обичаи, вярвания, изрази, за да бъде събрано преди неговото изчезване. Проектът на Грим всъщност не постига успех във все още силно раздробената Германия. Малко по-късно той е изпратен в Париж от правителството на Прусия със задачата да върне ограбените от французите произведения на изкуството. Двамата братя се събират като библиотекари в Касел, но го напускат през 1829 г., за да отидат в Гьотинген, където Вилхелм заема поста на библиотекар, а Якоб – на професор.
Те се присъединяват към петима от своите колеги-професори в университета в Гьотинген. Тази група става известна като „Гьотингенската седморка“ (Die Göttinger Sieben). Те протестират срещу крал Ернст Аугустус I Хановерски, когото обвиняват в нарушаване на конституцията на тази държава. Затова кралят ги уволнява. Двамата се връщат в Касел до избирането им за членове на Берлинската академия през 1841 г. Същата година Якоб е удостоен с Ордена на почетния легион по инициатива на Гизо. Скоро след това получава и най-високите пруски и шведски отличия. През 1848 г. двамата братя участват в парламента, който подготвя немската Национална асамблея.
Вилхелм умира през 1859 г., а по-големият му брат Якоб – през 1863 г. Погребани са в гробището „Свети Матеус“ в Шьонеберг, квартал на Берлин

## Събиране на приказки
Братя Грим са известни с публикуваните от тях сбирки от немски приказки като Kinder – und Hausmärchen („Детски и домашни приказки“) през 1812 г. с втори том през 1814 г. („1815“ на заглавната страница) и много следващи издания през живота им. Преводите на приказките, разпространявани сега, са силно пречистени и сладникави версии за деца, въпреки че немските народни приказки, събрани от братя Грим, не са смятани за истории, подходящи за деца. Братя Грим са знаели и сръбски език, част от приказките взели от сръбския – поддържали връзка с Вук Караджич. Вещици, гоблини („таласъми“), тролове („зли великани“) и вълци дебнат в тъмните гори до гримовите едновремешни села и в дълбоките гънки на психиката на изолираните немски градове-държави от онова време. Съвременните психолози и етнолози намират в приказките доста емоционална тревога, страх от изоставяне, родителско насилие и сексуално развитие в приказките, които често се четат преди заспиване на Запад – така например в книгата си „Психоанализа на вълшебната приказка“ детският психолог Бруно Бетелхайм чете познатите приказки на Братя Грим като истински митове.

## Произведения
- Детски и домашни приказки (1812 –)
- Немски сказания (1818) – двата тома са издадени на български от издателсто „Алтера“ в превод на Цочо Бояджиев.
- Немска граматика (1819)
- Древни немски правни документи (1828)
- Героична немска легенда (1829)
- Немска митология (1835)
- Немски речник (1852 –)
- Скъсаните пантофки

## Известни приказки
- Баба Хола
- Барабанчикът
- Белоснежка и Червенорозка
- Братче и сестриче
- Бременските градски музиканти
- Вълкът и седемте козлета
- Гробът
- Гъсарката на Кладенеца
- Дванадесетте братя
- Добрата търговия
- Духът от бутилката
- Дяволът с трите златни косъма
- Жабокът цар или железният Хайнрих
- Железният Ханс
- Жива вода
- Златната кука
- Злият дух
- Йоринда и Йорингел
- Красавицата и звярът
- Кристалната топка
- Кукумявката
- Лисицата и котката
- Магарешка салата
- Меча кожа
- Момчето от Рахайдзенпам
- Мъжленце и женичка
- Обувките, с които се танцуваше до смърт
- Румпелщилцхен
- Пепеляшка
- Печката
- Рапунцел
- Сватбата на лисана
- Седемте гарвана
- Синята брада
- Синята светлина
- Смъртта кръстник
- Стокожка
- Снежанка и седемте джуджета
- Спящата красавица
- Трите перушинки
- Хензел и Гретел
- Храбрият млад шивач
- Цар Дроздобрад
- Червената шапчица
- Щастливият Ханс